# 日本之心党
日本之心党（日语：／）是日本的一个极右翼政党，由原「日本維新會」石原派於2014年8月14日建立。该党原名次世代党、守护日本之魂党，2016年9月改现名。
2018年11月1日解散，併入自由民主党。

## 概要
日本維新會因橋下徹與石原慎太郎兩位共同代表政策立場上分歧而在2014年6月22日決定分離、7月31日正式解散。擁護石原慎太郎的支持者（石原派）在8月1日另籌政黨，橋下徹則以併入連結黨的前提下再組新的「日本維新會」（也就是後來的維新黨）。《政黨助成法》承認政黨「分割」，旧維新所獲得的政党助成金一部分撥歸石原派組建的新政黨。

### 党名
党名自各方集得約600案再選出84案，在2014年6月24～25日期間讓参加議員票選。結果得出票數最高的「次世代党」「自由立憲党」「新党富士」「日本改新党」「黎明日本」（五十音順）作最後遴選。6月26日，平沼赳夫、山田宏、石原慎太郎等7議員於党名選定委員会一致表決以「次世代の党」為党名。

## 政策
新保守主義
经济自由主义
社会保守主义

## 党勢

### 眾議院
| 選挙       | 当選/候補者 | 定数 | 備考               |
| ---------- | ----------- | ---- | ------------------ |
| （結党時） | 19/-        | 480  | 後1名が離党、1入党 |
| 第47回     | ●2/48       | 475  | 後2名離党          |

### 参議院
| 選挙       | 当選/候補者 | 定数 | 備考                 |
| ---------- | ----------- | ---- | -------------------- |
| （結党時） | 3/-         | 242  | 其後4名入党、3名離党 |

### 地方政治
- 地方議員：11人
  - 都道府県議会：0人
  - 市議会：8人
  - 特別区議会：2人
  - 町村議会：1人

## 脚注
1. ↑  2015年（平成27年）3月15日総務省告示第77号「政党助成法第五条第一項の規定による政党の届出があったので公表する件」
2. 1 2  Ayako Mie. . The Japan Times. Jul 24, 2014  [2019-12-10]. （原始内容存档于2019-07-23） （英语）.
3. ↑   https://web.archive.org/web/20170603205703/http://nippon-kokoro.jp/. （原始内容存档于2017-06-03）. 缺少或|title=为空 (帮助)
4. 1 2 3  『次世代の党』基本政策 的存檔，存档日期2015-04-08.
5. ↑  『次世代の党』綱領 的存檔，存档日期2015-08-19.

## 外部連結
- 守护日本之魂党的Facebook專頁
- 守护日本之魂党的X（前Twitter）
- YouTube上的日本之心党頻道

35°40′43″N 139°44′27.1″E / 35.67861°N 139.740861°E